# Marvelous Nakamba
Marvelous Nakamba, född 19 januari 1994, är en zimbabwisk fotbollsspelare som spelar för Luton Town och Zimbabwes landslag.

## Klubbkarriär
Nakamba gick från den belgiska klubben Club Brugge till Premier League-klubben Aston Villa den 1 augusti 2019. Den 31 januari 2023 lånades han ut till Championship-klubben Luton Town på ett låneavtal över resten av säsongen.

## Landslagskarriär
Nakamba debuterade för Zimbabwes landslag den 13 juni 2015, i en match mot Malawi.